# Liste der Äbte von Sweetheart
Die folgenden Personen waren Äbte von Kloster Sweetheart in Schottland:
- John, 1280 × 1290–1296
- Thomas, 1356–1404
- John, ca. 1409
- William Greenlaw, 1448–1463
- Alexander Tyningham, 1486
- James Ruche, 1486
- Robert Greenlaw, 1515
- Herbert Browne, 1523–1530
- Richard Brown, 1530–1532
- Robert Arnot, 1532
- Herbert, 1538
- John Brown, 1538–1565

Kommendataräbte:
- Gilbert Brown, 1565
- William Leslie, 1586
- Robert Maxwell, x 1612
- Robert Spottiswood, 1612–1624